# ناحیه شایلو، شهرستان ادگار، ایلینوی
ناحیه شایلو (به انگلیسی: Shiloh Township) یک منطقهٔ مسکونی در ایالات متحده آمریکا است که در شهرستان ادگار، ایلینوی واقع شده‌است. ناحیه شایلو ۲۰۲ متر بالاتر از سطح دریا واقع شده‌است.